# La deessa
La deessa, o L'enigma, és una escultura en marbre blanc de l'escultor Josep Clarà i Ayats, situada a la plaça Catalunya de Barcelona, tot i que l'original es al vestíbul de la Casa de la Ciutat, i una altra còpia s'exposa al Museu Nacional d'Art de Catalunya. És una de les obres més conegudes de l'escutlor, i una de les dues que l'Ajuntament li va encarregar en el marc del projecte d'embelliment de places, jardins i carrers de cara a l'Exposició Internacional de 1929.

## Història
Realitzada l'any 1909, durant l'estada a París de l'escultor, sent un esbós, amb el nom d'Enigma va aconseguir per a Josep Clarà el títol de Soci d'honor de la National de Beaux Arts de França. L'any 1910 participà en l'Exposició Nacional de Madrid amb l'escultura portant el nou nom de La deessa i fou premiat amb la primera medalla d'escultura. El 10 d'abril de 1911 guanyà la medalla d'or a l'Exposició Internacional d'Amsterdam amb la presentació de La deessa.
Juntament amb altres escultors, l'any 1927 rebé l'encàrrec de l'Ajuntament de Barcelona de dues estàtues per a la nova urbanització de la plaça Catalunya: la Joventut i La deessa, que a causa de la seva nuesa i per les pressions moralistes del moment fou retirada, però la nit anterior a la inauguració de l'Exposició Internacional de 1929, va ser novament col·locada, aconseguint un gran èxit entre el públic.
L'any 1931 realitzà una nova versió de l'escultura, que fou adquirida pel Museu dels Agustinians de Tolosa.
Per tal d'evitar el deteriorament en estar exposada a l'aire lliure, l'any 1982 es traslladà al vestíbul de la Casa de la Ciutat i es col·locà en lloc seu una còpia de l'original realitzada per l'escultor Ricard Sala.

## Descripció
|  |  |

L'escultura de La deessa s'emmarca dintre d'un esperit mediterrani noucentista, amb un gran sentit del ritme i volums llisos, trencant amb l'anècdota i amb una gran cura envers la forma cercant la bellesa junt amb la perfecció formal. José Francés, al seu discurs de benvinguda a l'escultor en el seu ingrés a la Reial Acadèmia de Belles Arts de San Fernando de Madrid (i després narrat al seu llibre José Clarà) refereix sobre aquesta escultura:
| « | La deessa és l'exaltació apassionadament sensual de la forma. Tota ella està com recollida en un embadaliment de bellesa, amb sa paganisme. Parla dels cànons clàssics amb paraules noves i criteris inèdits. El món antic s'endevina latent amb una gràcia dolça de l'actitud, en aquesta línia fàcil i clara que insinua i recobra les masses. Al rostre puríssim hi ha com l'abstracció d'evocacions remotes i felices; a la calma íntima, voluptuosa, amb què els membres s'uneixen sense la més petita violència anatòmica, amb la senzillesa feliç dels versos d'una estrofa perfecta, espera una futura llibertat de dansa. Al tors, fort i delicat al mateix temps mateix, amb la granada pomposa dels pits capaços d'alletar semidéus i herois, se sent circular la vida. | » |